# Pseudorhaphitoma informis
Pseudorhaphitoma informis é uma espécie de gastrópode do gênero Pseudorhaphitoma, pertencente a família Mangeliidae.